# Pseudotropheus perspicax
Espèce
Statut de conservation UICN

 LC  : Préoccupation mineure
Pseudotropheus perspicax est une espèce de poisson de la famille des cichlidae et de l'ordre des Cichliformes. Cette espèce comme son genre Pseudotropheus est originaire et endémique du lac Malawi en Afrique. Plus précisément à Deep Bay dans la partie nord du lac Malawi. Peut-être con-spécifique avec Pseudotropheus fuscoides. Cette espèce ne doit pas être confondue avec les espèces du genres Melanochromis.